# Kiranagi, Gulbarga
Kiranagi là một làng thuộc tehsil Gulbarga, huyện Gulbarga, bang Karnataka, Ấn Độ.